# Patera de Dutrieu
Dutrieu Patera
Pour les articles homonymes, voir Dutrieu.
La patera de Dutrieu (désignation internationale : Dutrieu Patera) est une patera située sur Vénus dans le quadrangle de Ganiki Planitia. Elle a été nommée en référence à Hélène Dutrieu, aviatrice franco-belge (1877–1961).